# Olivais
Olivais es una freguesia portuguesa del municipio de Lisboa, con 10.66 km² de área y 46 410 habitantes (2001). La densidad poblacional asciende a 4352.8 hab/km².

## Patrón
La patrona de la freguesia es Santa María.

## Historia
La freguesia fue creada en 1397 con el nombre de Santa Maria dos Olivais, muy probablemente por el desmembramiento de las freguesias de Beato (al sur) y de Sacavém (al norte).
Entre 1852 y 1886, Santa Maria dos Olivais fue sede de un gran municipio, eminentemente rural que abarcaba veintidós freguesias:
- Ameixoeira (*)
- Apelação
- Beato (*)
- Bucelas
- Campo Grande (*)
- Camarate
- Charneca (*)
- Fanhões
- Frielas
- Lousa
- Loures
- Lumiar (*)
- Póvoa de Santo Adrião
- Sacavém
- Santo Antão do Tojal
- Santo Estêvão das Galés(**)
- São João da Talha
- São Jorge de Arroios (extramuros) (*)
- São Julião do Tojal
- Unhos
- Vialonga
- Santa Maria dos Olivais (*), como sede del municipio.

Ocupaba una superficie de aproximadamente 223 km² y tenía una población de 25 495 habitantes, en 1864, y de 29 491 habitantes, en 1878.
En 1886, las freguesias más meridionales (señaladas con un asterisco) fueron integradas en la ciudad de Lisboa, y al año siguiente, la sede del municipio fue trasladada a Loures, extinguiéndose formalmente el municipio de Olivais y creándose el de Loures. La freguesia de Santo Estevão das Galés pasó al pertenecer al municipio de Mafra. Además de eso, provisionalmente, las freguesias de Camarate y Sacavém permanecieron aún integradas en Lisboa hasta 1895, año en que pasaron a depender de Loures.
En 2012, a causa de la reorganización administrativa aplicada a la ciudad de Lisboa, esta freguesia, que fue renombrada con su nombre actual, perdió aproximadamente el 25% de su territorio (toda su zona costera) que pasó a formar parte de la nueva freguesia de Parque das Nações, además de sufrir unos ajustes entre sus límites y los de las freguesias de Charneca y Lumiar.

## Demografía
| Gráfica de evolución demográfica de Olivais entre 2011 y 2021 |
|                                                               |
| Datos según el nomenclátor publicado por el INE portugués.    |

## Patrimonio
- Casa da Fonte do Anjo
- Conjunto de la Praça da Viscondessa dos Olivais
- Pavilhão de Portugal
- Antigua unidad industrial "A Napolitana",